# Dytiscus dimidiatus
Dytiscus dimidiatus är en skalbaggsart som beskrevs av Johann Andreas Benignus Bergsträsser 1778. Dytiscus dimidiatus ingår i släktet Dytiscus och familjen dykare. Arten är reproducerande i Sverige. Inga underarter finns listade i Catalogue of Life.

## Bildgalleri

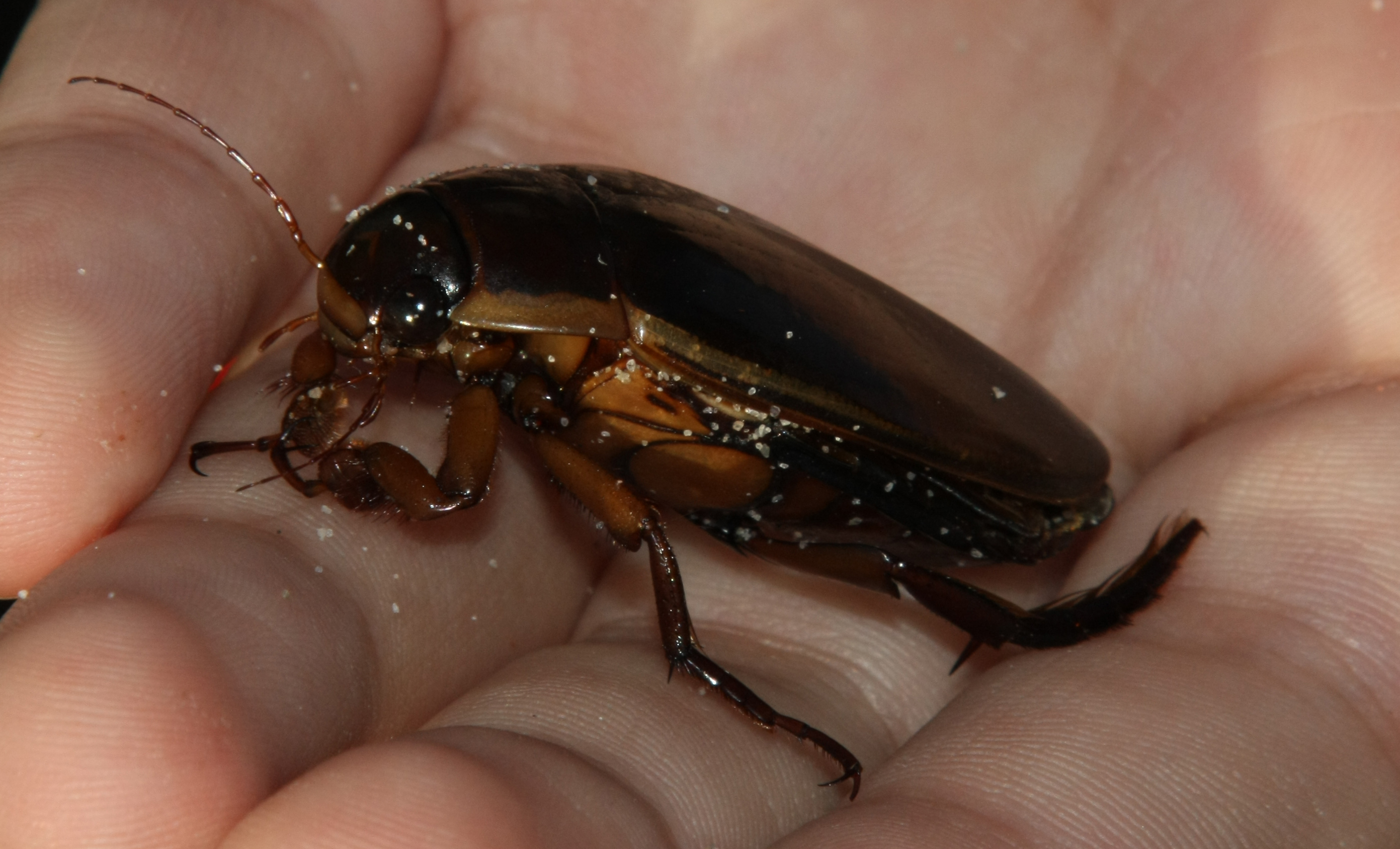
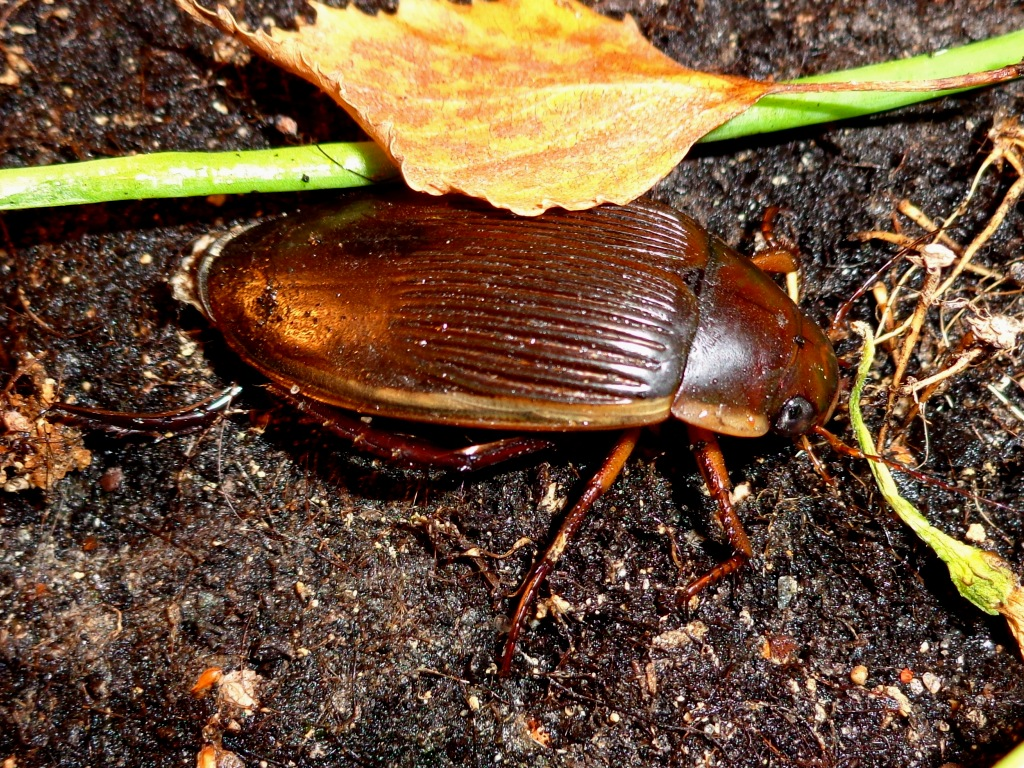
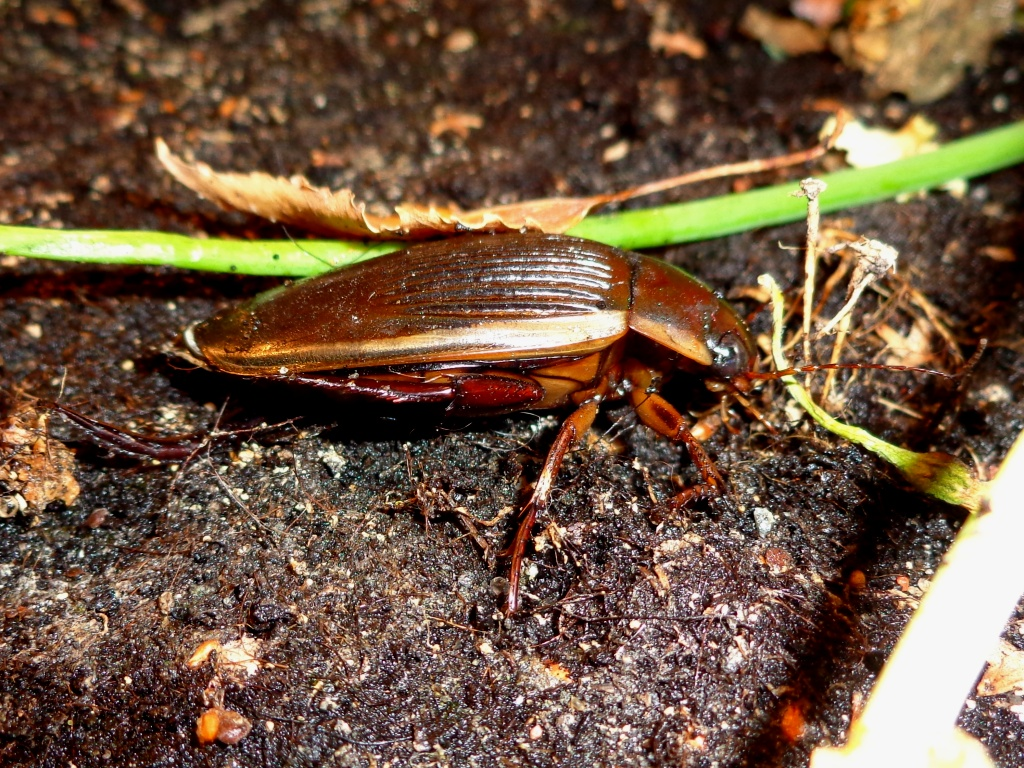
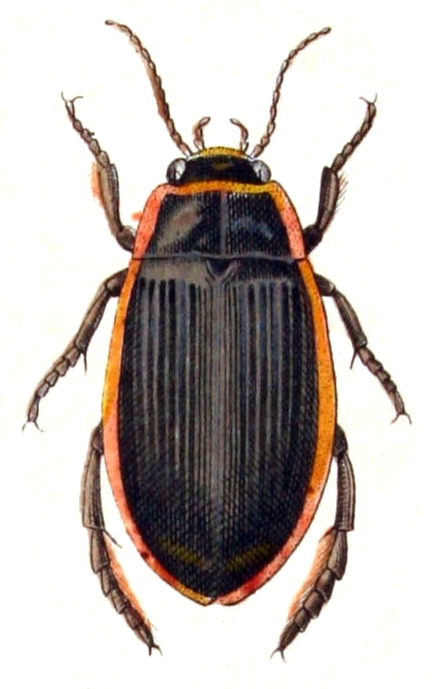
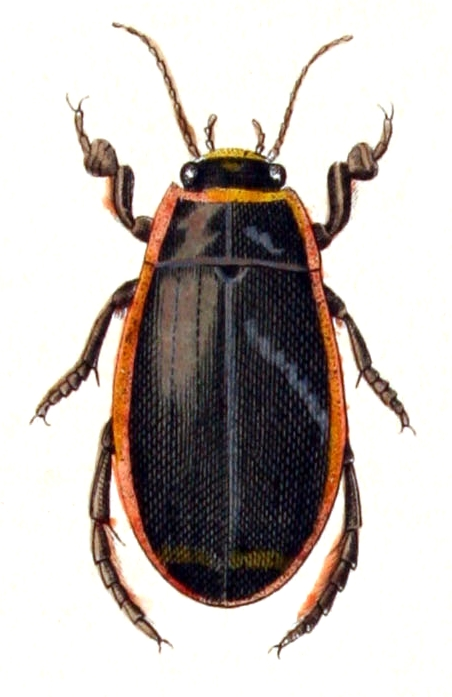
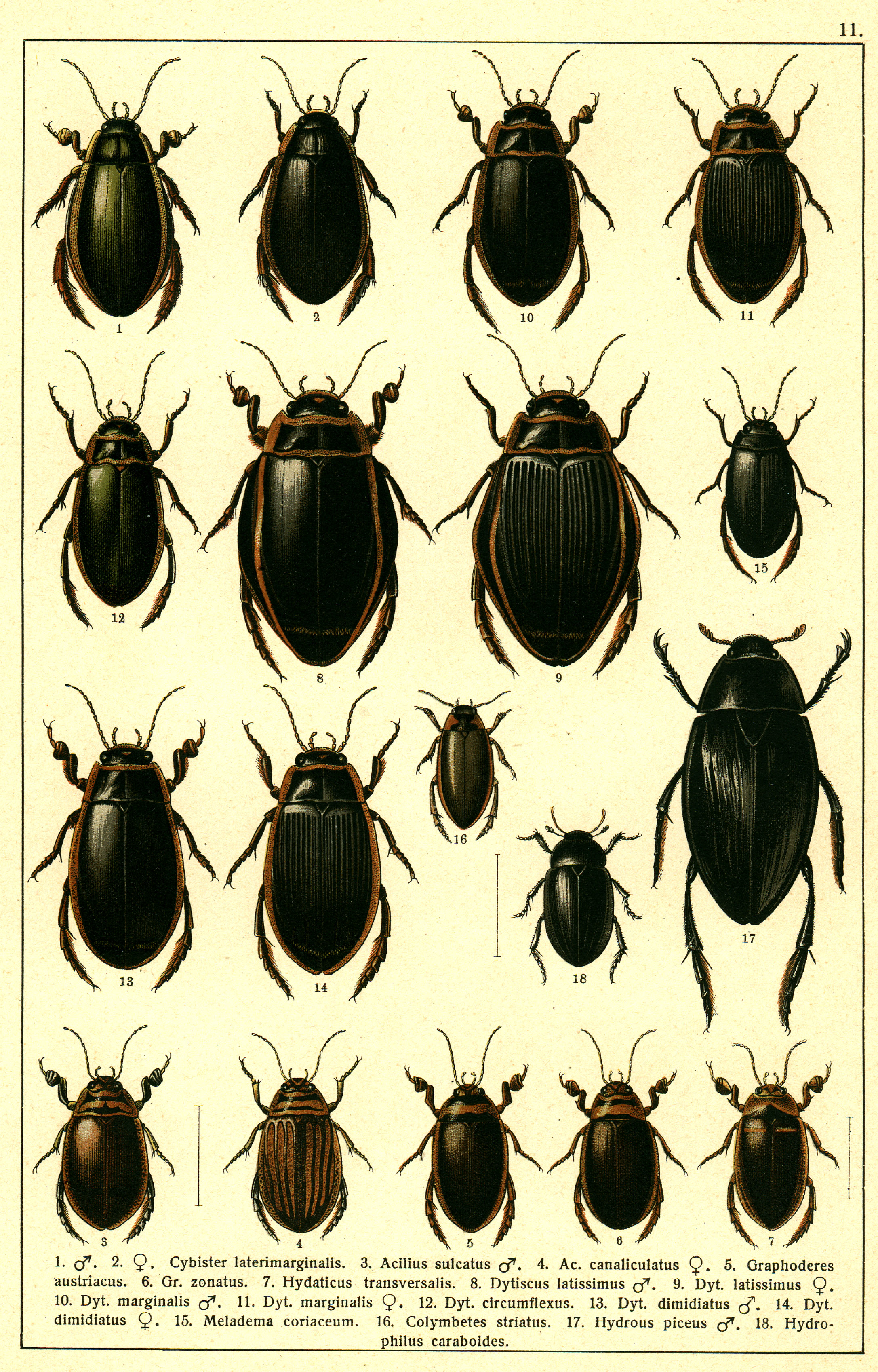